# Noelia Solange Bellavich
Noelia Solange Bellavich (6 de octubre de 1991, Ciudad Autónoma de Buenos Aires, Argentina) es una jugadora de fútbol profesional argentina. Juega en la posición de media punta.

## Trayectoria
Inició su carrera como futbolista en el año 2006 jugando en el equipo de fútbol femenino Club Atlético Platense. En el año 2009 comenzó a jugar en el Club de Jóvenes de Futsal, luego en el equipo de futsal femenino del Club Atlético River Plate y después en el equipo de futsal femenino del Club Atlético Independiente.

## Premios
| Premio        | Terna              | Año  | Resultado |
| ------------- | ------------------ | ---- | --------- |
| Premio Alumni | Jugadora de futsal | 2015 | Ternada   |